# Балка Фрасине
Балка Фрасине — балка (річка) в Україні у Захарівському й Великомихайлівському районах Одеської області. Права притока річки Кучурган (басейн Чорного моря).

## Опис
Довжина балки 32 км, похил річки 5,2 м/км  площа басейну водозбору 134 км², найкоротша відстань між витоком і гирлом — 29,89 км, коефіцієнт звивистості річки — 1,07 . Формується декількома балками та загатами. На деяких ділянках балка пересихає.

## Розташування
Бере початок у селі Павлівка. Тече переважно на південний схід через село Стоянове та понад селом Фрасине і у селищі Велика Михайлівка впадає в річку Кучурган, ліву притоку річки Турунчука.

## Цікаві факти
- На правому березі балки поблизу села Трохимівки розташований ландшафтний заказник місцевого значення в Україні Фрасине[3].